# Ngongo (Kouilou)
Pour les articles homonymes, voir Ngongo.
Ngongo est un village de la République du Congo situé dans le département du Kouilou, à proximité de la frontière avec le Gabon.